# Manuel Arce y Ochotorena
Manuel Arce y Ochotorena, španski rimskokatoliški duhovnik, škof in kardinal, * 18. avgust 1879, San Julián de Ororbia, † 16. september 1948.

## Življenjepis
17. julija 1904 je prejel duhovniško posvečenje.
5. februarja 1929 je bil imenovan za škofa Zamore; škofovsko posvečenje je prejel 16. junija istega leta.
22. januarja 1938 je bil imenovan za škofa Ovieda in 29. marca 1944 za nadškofa Tarragone.
18. februarja 1946 je bil povzdignjen v kardinala in imenovan za kardinal-duhovnika Ss. Vitale, Valeria, Gervasio e Protasio.